# Die Burger
Die Burger is een Afrikaanstalig Zuid-Afrikaans dagblad voor de West-Kaap, Oost-Kaap en Noord-Kaap. Het hoofdkantoor is gevestigd in Kaapstad, de uitgever is Naspers. 

## Geschiedenis
Op 18 december 1914 kwamen zestien vooraanstaande Afrikaners in de Victoriaanse woning Heemstede in de Van Riebeeckstraat in Stellenbosch bij elkaar om de stichting van een nationaal nieuwsblad te bespreken. Nadat de twee weldoeners Jannie en Christiaan Marais uit Stellenbosch grote bedragen voorschoten en schonken om het project te beginnen, wendden de stichters zich tot het volk om aandelen in de nieuwe uitgeverij Nationale Pers te nemen. De latere premier Daniel François Malan, dominee in de NG-gemeente van Graaff-Reinet, werd op 15 april 1915 verzocht om de eerste redacteur te worden van De Burger, zoals de krant ging heten. Hij aanvaardde op 27 mei en hield op 13 juni zijn afscheidspreek. Op 23 juni werd hij in de Hofmeyrzaal in Kaapstad als redacteur van De Burger en leider van de Kaapse nationalisten verwelkomt.
Jannie Marais motiveerde de stichting van de krant als volgt: "Dit is die vrug van 'n diep gevoelde behoefte van baie mense aan 'n eie koerant wat voorsiening sal maak vir 'n vrye uiting van die volksmening rakende alle vername landsvraagstukke. Dit moet in die eerste plek omsien na die belange en die regte van ons eie land en volk en nie na die wense en bevele wat van Johannesburg of elders afkomstig is nie. Die doel van De Burger is ook geensins om haat en nyd en misverstand te kweek nie, maar juis om dit te voorkom deur vrye, rondborstige besprekings. Tewens sal dit die opbou van die volkskarakter beoog deur die troue handhawing van taal en geskiedenis en deur aan die vergetelheid te ontruk sake en persone wat ministers nou liewer prysgee." Marais zou nooit de vrucht van zijn arbeid smaken. Hij overleed plotseling op 30 mei 1915 bij de warmwaterbronnen van Montagu. 
Het verwerven van het gebouw van South African News in de Keeromstraat 30 in Kaapstad was enkel mogelijk door via tussenpersonen te werken. Men wilde koste wat kost voorkomen dat vooraf bekend werd welke groepering, in casu de Afrikaner nationalisten, het gebouw en de daar aanwezige pers zouden kopen. Ook verkreeg de krant het recht op een voorraad krantenpapier, totdat de Nationale Pers zelf voor zijn voorraad zou kunnen zorgen. Aangezien het oorlogstijd (WOI) was, was papier zeer schaars en zelfs voor krantenuitgevers moeilijk verkrijgbaar.
Op maandagmorgen 26 juli 1915 verscheen De Burger voor het eerst op straat met tien bladzijden, waaronder een volledige pagina met verschillende welkomstwoorden, van Kaapstad tot in Rhodesië (thans Zimbabwe). Ook stonden er meteen al veel advertenties in. 
De taal van de krant was overwegend Nederlands. Vanaf 1916 worden de eerste artikelen in het Afrikaans gepubliceerd. Geleidelijk aan wordt het Afrikaans de dominante taal in de krant en in 1922 wordt de naam verafrikaanst tot "Die Burger".
Op 1 mei 1993 werd het Oost-Kaapse dagblad Die Oosterlig als Oost-Kaapse uitgave bij Die Burger ingelijfd.
In 2005 kreeg Die Burger voor het eerst concurrentie in de eigen achtertuin, de West-Kaap, van het nieuwe Afrikaanstalige boulevardblad Kaapse Son. Al snel bleek dat Die Burger weinig te lijden had onder de pijlsnelle opkomst van de nieuwe krant, hoewel de oplage licht gedaald is van 98.000 in 2005 tot 91.000 in 2007. Kaapse Son, met inmiddels een oplage van eveneens 91.000 exemplaren, bleek vooral een markt aan te boren die nog niet werd bediend: de armere kleurlingen.

## Politieke houding
Die Burger was vanaf het begin bedoeld als spreekbuis voor de Nasionale Party. Een van die weinige uitzonderingen op de trouwe houding van de krant ontstond toen de derde redacteur, Piet Cillié, verscheidene keren frontale aanvaringen met Hendrik Verwoerd kreeg, onder meer omdat hij (tegen het partijbeleid in) de rechtstreekse vertegenwoordiging van kleurlingen in het parlement bepleitte.
De houding van de krant zou pas in de jaren negentig veranderen. In 1990 besloot de Kaapse provinciale afdeling van de Nasionale Party, op verzoek van de toenmalige redacteur Ebbe Dommisse, om Die Burger niet langer als officiële spreekbuis van de partij te gebruiken. In de daaropvolgende parlementsverkiezingen van 1994 raadde de krant haar lezers weliswaar nog aan om voor de NP te stemmen, maar het onpartijdigheidsproces werd voortgezet en in 1999 werden de lezers nog slechts gevraagd om voor een van de democratische oppositiepartijen te stemmen. In 2004 werd niet langer een stemadvies gegeven en alleen nog opgeroepen om van het stemrecht gebruik te maken.